# Třída Regina Margherita
Třída Regina Margherita byla třída predreadnoughtů Italského královského námořnictva z období první světové války. Celkem byly postaveny dvě jednotky této třídy. Ve službě byly v letech 1904–1916. Obě dvě bitevní lodě byly zničeny za první světové války. Třída představovala dobře vyzbrojená a rychlá plavidla s dobrými nautickými vlastnostmi, avšak za cenu slabšího pancéřování.

## Stavba
Třídu navrhl italský konstruktér Benedetto Brin na základě požadavku námořnictva na moderní, dobře vyzbrojená a rychlá plavidla se slabším pancéřováním. To byl ostatně častý italský přístup k válečným lodím. Původně byla plánována smíšená výzbroj ve složení dvou 305mm kanónů a dvanácti 203mm kanónů, ale po Brinově smrti bylo její složení přehodnoceno a upraveno. Ve stavebním programu z roku 1898 byly objednány dvě jednotky pojmenované Regina Margherita a Benedetto Brin. V letech 1898–1905 je postavily italské loděnice Arsenale di La Spezia a loděnice Cantiere di Castellamare di Stabia.
Jednotky třídy Regina Elena:
| Jméno             | Loděnice               | Založení kýlu      | Spuštěna          | Vstup do služby | Poznámka                                                                                              |
| ----------------- | ---------------------- | ------------------ | ----------------- | --------------- | --- |
| Regina Margherita | La Spezia              | 20. listopadu 1898 | 30. května 1901   | 14. dubna 1904  | Dne 11. prosince 1916 se poblíž Valony potopila na dvou minách položených německou ponorkou SM UC 14. |
| Benedetto Brin    | Castellamare di Stabia | 30. ledna 1899     | 7. listopadu 1901 | 1. září 1905    | Dne 27. září 1915 byla v Brindisi zničena vnitřní explozí způsobenou rakouskou sabotáží.              |

## Konstrukce

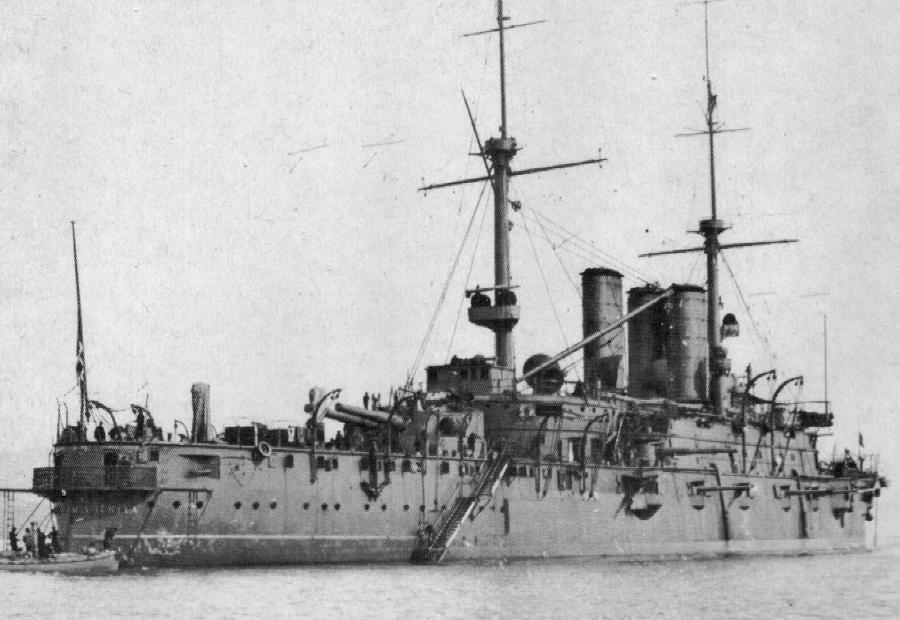
Regina Margherita

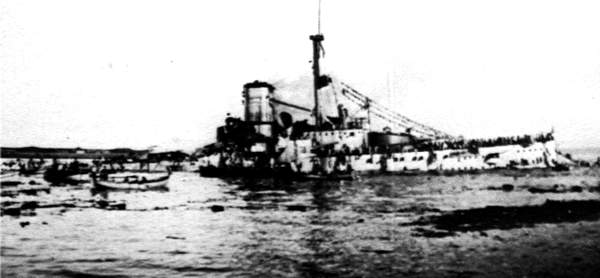
Potopená bitevní loď Benedetto Brin

Obě plavidla se mírně odlišovala svým výtlakem, pohonem a rychlostí. Hlavní výzbroj tvořily čtyři 305mm kanón ve dvoudělových věžích na přídi a na zádi. Doplňovaly je čtyři 203mm kanóny a dvanáct 152mm kanónů umístěných v kasematách. Lehkou výzbroj představovalo dvacet 76mm kanónů, dva 47mm, dva 37mm kanóny a dva 11,4mm kulomety Maxim. Výzbroj doplňovaly čtyři pevné 450mm torpédomety. Pohonný systém bitevní lodě Regina Margherita tvořilo 28 kotlů Niclausse a dva parní stroje s trojnásobnou expanzí o výkonu 21 790 hp, které poháněly dva lodní šrouby. Nejvyšší rychlost dosahovala 20,3 uzlu. V případě její sesterské lodě Benedetto Brin to bylo 28 kotlů Belleville a parní stroje o výkonu 20 475 hp. Nejvyšší rychlost dosahovala 20 uzlů. Dosah byl 10 000 námořních mil při rychlosti 10 uzlů.